# 지위우견니
《지위우견니》(只为遇见你)는 2019년 방송되었던 중국의 드라마이다.

## 소개
- 보석 디자이너를 꿈꾸는 여자와 국내의 유명 브랜드 금 액세서리 기업의 후계자가 협력하여 중국 전통 공예 장식품에 새로운 활력을 불어넣고 부부가 되는 이야기

## 등장 인물
- 장명은 (张铭恩) - 위즈 역
- 문영산 (文咏珊) - 가오지에 역
- 위천상 (Shawn Wei) - 위이 역
- 탕몽가 (Melody Tang) - 가오훼이 역
- 마야수 (马雅舒) - 무즈원 역
- 계초빙 (季肖冰) - 서징 역
- 첨효남 (詹小楠) - 우샤오츠 역
- 다이자오첸 - 쥐쓰양 역
- 고염 (顾艳) - 린쉬에 역
- 상성 (常鋮) - 가오하이 역
- 전결 (钱洁) - 판위에 역